# Philipp Jacob Düringer
Philipp Jacob Düringer, auch Philipp Jakob Düringer, (23. Juli 1809 in Mannheim – 12. Mai 1870 in Coburg) war ein deutscher Theaterschauspieler, -regisseur, Dramaturg, Librettist und Schriftsteller.

## Leben
Düringer, der auf Wunsch seiner Eltern zunächst Medizin in Heidelberg studierte, wandte sich rasch der Schauspielkunst zu. Er war in Mannheim (1826–1828), Freiburg, Frankfurt, Wien, Hamburg, München, Leipzig (1835–1843) und erneut in Mannheim (1843–1853) engagiert. Zuletzt arbeitete er in Berlin (1853–1870) als artistisch-technischer Direktor am Königlichen Schauspielhaus.
In erster Linie war Düringer als Schauspieler und Regisseur erfolgreich, doch betätigte er sich auch als Dichter und Schriftsteller. Zu seinen engsten Freunden gehörte der Komponist Albert Lortzing. Gemeinsam mit ihm schrieb Düringer mindestens ein Libretto sowie für Lortzings Opern eine bis heute nicht genau zu bestimmende Anzahl von Liedern und Gedichten. 
1829 heiratete er die Opernsängerin Caroline Lange.
Wegen einer Erkrankung pensioniert, zog er 1870 nach Coburg, wo er am 12. Mai verstarb.

## Werke
- Künstlerhauche. Eine Sammlung von Liedern und Gedichten, Mannheim 1834. Darin das Lied Des Mädchens Klage mit den Versen Den lieben langen Tag, hab ich nur Schmerz und Plag, siehe auch Liste geflügelter Worte/D, Nr. 90.
- Der Erlkönig (Schauspiel), 1834.
- Konradin (Schauspiel), 1835.
- Sonst spielt ich mit Szepter, Krone und Stern (Lied zu Lortzings Oper „Zar und Zimmermann“), 1837. Siehe auch Liste geflügelter Worte/O, Nr. 12.
- Hans Sachs, Libretto, gemeinsam mit Albert Lortzing und Philipp Reger, Leipzig 1840, 2. Fassung Mannheim 1845.
- Philipp Jakob Düringer, Heinrich Ludwig Barthels (Hrsg.): Theater-Lexikon. Theoretisch-practisches Handbuch für Vorstände, Mitglieder und Freunde des deutschen Theaters. Leipzig, 1841. Digitalisat:
- Auch ich war ein Jüngling mit lockigem Haar (Lied zu Lortzings Oper „Der Waffenschmied“), 1846. Siehe auch Liste geflügelter Worte/A, Nr. 120.
- Der Araber (Drama), Musik von Vincenz Lachner, Mannheim 1847.
- Lortzing, sein Leben und Wirken, Leipzig 1851. Digitalisat: